# O-Phosphosérine
La O-phosphosérine est un dérivé phosphorylé de la sérine, un acide α-aminé protéinogène, présent dans de nombreuses protéines. On en trouve de petites quantités dans les urines. Avec la phosphotyrosine et la phosphothréonine, la phosphosérine est l'un des trois résidus d'acides aminés phosphorylés couramment rencontrés sur les protéines d'eucaryotes.